# محمود محمد الخشت
الشيخ محمود محمد الخشت قارئ قرآن مصري ويعد أحد أعلام هذا المجال البارزين، من مواليد 15 مارس 1960 قرية طموه، محافظة الجيزة.